# Eustomias multifilis
Eustomias multifilis är en fiskart som beskrevs av Nikolai V. Parin och Pokhil'skaya, 1978. Eustomias multifilis ingår i släktet Eustomias och familjen Stomiidae. Inga underarter finns listade i Catalogue of Life.